# Minami no Niji no Lucy
Южная радуга Люси (яп. 南の虹のルーシー Минами но нидзи но Ру:си:, Minami no Niji no Lucy, также Lucy of the Southern Rainbow) — аниме из серии «Театр мировых шедевров» студии Nippon Animation. Снято по мотивам книги «Южная радуга» австралийской писательницы Филлис Пиддингтон (1910—2001). В аниме рассказывается история маленькой девочки по имени Люси, которая с семьёй переезжает из Англии в Австралию, чтобы завести там ферму. Аниме был дублировано на французский (под названием «Карина, приключения в Новом Свете»), итальянский («Люси Мэй»), испанский («Люси»), немецкий («Люси в Австралии») и персидский языки («Эмигранты»).

## Персонажи

### Семья Поппл
- Люси Мэй Поппл (яп. ルーシー・メイ・ポップル Рю:си: Мэй Поппуру) — главная героиня. Ей 7 лет. Переехала жить с семьёй в Австралию. Любит животных, но не любит учится, особенно слаба в арифметике.

Сэйю: Минори Мацусима
- Кейт Поппл (яп. ケイト・ポップル Кэйто Поппуру) — старшая сестра Люси, часто с ней играет. Кейт — 10 лет. Преуспевает в математике.

Сэйю: Рихоко Ёсида
- Клара Поппл (яп. クララ・ポップル Курара Поппуру) — старшая сестра Люси. Ей 16 лет. Со временем после переезда стала работать в пекарне. Влюбляется в матроса Джона и в итоге выходит за него замуж.

Сэйю: Сакико Тамагава
- Артур Поппл (яп. アーサー・ポップル А:са: Поппуру) — отец Клары, Бена, Кейт, Люси и Тоба. Фермер. Всегда мечтал об идеальной земле для сельскохозяйственных угодий.

Сэйю: Кацуносукэ Хори
- Энни Поппл (яп. アーニー・ポップル А:ни: Поппуру) — мать Клары, Бена, Кейт, Люси и Тоба.

Сэйю: Икуко Тани
- Бен Поппл (яп. ベン・ポップル Бэн Поппуру) — старший брат Люси. Ему 12 лет. Отказался от работы на таможне из-за желания стать врачом.

Сэйю: Тацуя Мацуда
- Тоб Поппл (яп. トブ・ポップル Тобу Поппуру) — младший брат Люси. Ему 2 года.

Сэйю: Юми Такада

### Другие персонажи
- Доктор Дейтон (яп. デイトン先生 Дэйтон сэнсэй) — судовой врач, который прибыл в Австралию вместе с Люси Мэй и её семьёй.. Он решил не возвращаться в Англию и поселиться в Аделаиде вместе с семьёй Поппл, чтобы продолжить своё дело на земле, которая испытывает дефицит квалифицированных врачей. Хотя он и эксперт в медицине, к сожалению имеет пристрастие к алкоголю из-за которого часто не может нормально работать.

Сэйю: Канэта Кимоцуки
- Мистер Петтивелл (яп. ペティウェル Пэтивэру) — Богач, который прибыл в Южную Австралию на том же корабле что и семья Поппл. Всегда по какой-то причине живёт рядом с семьёй Поппл. Считает что имея деньги можно творить всё что вздумается, например бить своих слуг или собаку. Его собака Хэппи является заклятым врагом семьи Поппл, так как постоянно доставляет им неприятности.

Сэйю: Дзюмпэй Такигути
- Госпожа Мак (яп. マック夫人 Макку окусама) — Соседка семьи Поппл. Хорошо печёт хлеб. Потеряла мужа из-за болезни, позже открыла свою пекарню.

Сэйю: Тикако Акимото
- Бернард (яп. バーナード Ба:на:до) — брат госпожи Мак, сотрудник геодезического офиса. Он продал хижину в Аделаиде семье Поппл.

Сэйю: Рокуро Ная
- Мистер Джемлинг (яп. ジャムリング Дзямурингу) — Плотник, который прибыл со своей семьёй в Австралию на том же корабле что и семья Поппл. Артур и Бен спасли его, когда он в лесу травмировал ногу. Помог семье Поппл построить дом в Аделаиде.

Сэйю: Тэцуо Мидзутори
- Билли (яп. ビリー Бири:) — Сын Джемлинга, ровесник Кейт. Дружит с Кейт и Люси.

Сэйю: Тэйю Итирюсай
- Джон (яп. ジョン Дзён) — Матрос с корабля на котором приплыла семья Поппл. Любит Клару. Уехал на корабле обратно в Англию, а затем снова вернулся в Австралию и женился на Кларе.

Сэйю: Кадзухико Иноуэ